# Néstor Subiat
Néstor Gabriel Subiat (Buenos Aires, 23 aprile 1966) è un ex calciatore svizzero di origine argentina, di ruolo attaccante.

## Palmarès

### Club

#### Competizioni nazionali
- Campionato svizzero: 2

Grasshoppers: 1994-1995, 1995-1996
- Coppa Svizzera: 1

Lugano: 1992-1993

#### Competizioni internazionali
- Coppa Piano Karl Rappan: 1

Grasshoppers: 1994

### Individuale
- Calciatore svizzero dell'anno: 1

1995